# 砂川一郎
砂川 一郎（すながわ いちろう、1924年〈大正13年〉8月27日 - 2012年〈平成24年〉12月20日）は、日本の鉱物学者。

## 概要
東京出身。東北帝国大学卒業。通商産業省地質調査所（現：経済産業省産業技術総合研究所）鉱床部長を経て東北大学理学部教授となる。
鉱物、結晶の成長機構の研究で知られ、日本結晶成長学会会長、日本鉱物学会会長などを歴任した。西永頌らとともに、日本の結晶成長学の黎明期を支え、特にダイヤモンドをはじめとする天然鉱物の成長機構や、溶液中における結晶の成長機構の解明に大きく貢献した。
2002年、勲三等旭日中綬章受章。
2012年12月20日、肺炎のため死去。88歳没。
弟子に、塚本勝男（東北大学理学部教授）、佐崎元（北海道大学低温研教授）、北村雅夫（京都大学理学部教授）らがいる。

## 著作

### 単著
- 『ダイヤモンドの話』岩波書店〈岩波新書〉、1964年3月。 NCID BN01796953。全国書誌番号:64002652。
- 『ダイヤモンド そのおいたちと性質』通商産業省工業技術院地質調査所監修、ラテイス〈地下の科学シリーズ〉、1969年6月。 NCID BN0392352X。全国書誌番号:69002451。
- 『新しい鉱物学 結晶学から地球学へ』講談社〈ブルーバックス〉、1981年6月。 NCID BN01513786。全国書誌番号:81033197。
- 『宝石は語る 地下からの手紙』岩波書店〈岩波新書〉、1983年11月。 NCID BN00698573。全国書誌番号:84016044。
- Materials science of the Earth's interior. Terra Scientific Pub. Co.. (1984). NCID BA0323069X. 全国書誌番号:88013172
- 『結晶 成長・形・完全性』共立出版、2003年1月。ISBN 9784320034228。 NCID BA60420063。全国書誌番号:20371182。
- Crystals growth, morphology, and perfection. Cambridge University Press. (2005). ISBN 0521841895. NCID BA72485204
- 『水晶・瑪瑙・オパールビジュアルガイド 成因・特徴・見分け方がわかる』誠文堂新光社、2009年5月。ISBN 9784416809587。 NCID BA90729038。全国書誌番号:21610238。

### 共著
- 砂川一郎、鹿子木昭介『宝石の話』出光書店〈出光科学叢書 3〉、1971年11月。 NCID BN0130447X。全国書誌番号:69005466。
- 森本信男、砂川一郎、都城秋穂『鉱物学』岩波書店、1975年5月。ISBN 9784000053570。 NCID BN01790571。
- Ichiro Sunagawa; Hideo Iwasaki; Fumiko Iwasaki (2009). Growth and morphology of quartz crystals, natural and synthetic. Terrapub. ISBN 9784887041462. NCID BA91307655. 全国書誌番号:22259194

### 翻訳
- S.トランスキー『光学の世界 宇宙から原子まで』講談社〈ブルーバックス〉、1970年1月。 NCID BN01783838。全国書誌番号:69001227。

### 監訳
- ロベール・マイヤール 編『ダイヤモンド その神話・魅力そして現実』三洋出版貿易、1980年10月。 NCID BN02042867。全国書誌番号:81005454。
- ロバート・ウェブスター『宝石学gems 宝石の起源・特性・鑑別』全国宝石学協会、1980年10月。 NCID BN07333459。全国書誌番号:85064018。

### 監修
- スー・フラー『岩石と鉱物』紀伊國屋書店〈ポケットペディア〉、1997年4月。ISBN 9784314007665。 NCID BA30593594。全国書誌番号:98017423。
- エンマ・フォーア『結晶と宝石』紀伊國屋書店〈ポケットペディア〉、1998年4月。ISBN 9784314008075。 NCID BA36256950。全国書誌番号:99001172。
- 『ジュエリーコーディネーター検定2級』日本ジュエリー協会、1999年4月。 NCID BA42982618。
  - 『ジュエリーコーディネーター検定2級』（3版）日本ジュエリー協会、2009年5月。ISBN 9784931414099。

### 記念論文集
- 『砂川一郎先生の業績』砂川一郎教授退官記念会、1988年4月。 NCID BN02624760。

## 関連文献
- <特集>砂川一郎先生を偲ぶ、『日本結晶成長学会誌』第41巻第1号、日本結晶成長学会、2014年。